# Moutibélembé
Moutibélembé est un village du département du Nkam au Cameroun. Situé dans l'arrondissement de Yabassi, il est localisé sur la route qui le relie à Yabassi. On y accède aussi par la rive gauche du Wouri.

## Population et environnement
En 1967, le village de Moutibélembé avait 215 habitants. Le village fait partie du canton des Wouri Bwele. La population de Moutibélembé était de 19 habitants dont 11 hommes et 8 femmes, lors du recensement de 2005. 